# 아마추어 기사 연맹
아마추어 프레스 협회(APA)는 중앙 우편물 발송인에게 보내어 그룹의 모든 회원에게 정리 및 배포되는 개별 페이지 또는 동인지를 제작하는 사람들의 모임이다. 이들은 19세기 후반에 시작되었다.

## 역사
최초의 APA는 아마추어 인쇄업자 그룹에 의해 결성되었다. 작은 비공식 친구 그룹을 넘어선 가장 초기 조직은 1876년 2월 19일 에반 리드 라일과 필라델피아, 펜실베이니아의 다른 아홉 명의 회원에 의해 설립된 국립 아마추어 프레스 협회 (NAPA)였다. 이 단체는 2025년 현재까지 운영되고 있다.
최초의 영국 APA는 1890년에 설립된 영국 아마추어 프레스 협회였다. 이 단체는 1978년에 만화 팬들이 시작한 조직과는 다른 조직이다(아래 참조).
두 번째 미국 APA는 윌리엄 H. 그린필드(14세)와 찰스 W. 하인즈(17세)를 포함한 십대 그룹에 의해 1895년에 설립된 유나이티드 아마추어 프레스 협회(UAPA)였다. 이 단체의 "유나이티드 아마추어"에 기고한 저명한 인물은 H. P. 러브크래프트였다. 이는 UAP와 UAPAA로 번갈아 불리는 두 개의 조직으로 분열된 소규모 아마추어 출판사들의 연합이 되었다. 둘 다 더 이상 존재하지 않으며, UAPAA는 2006년경에 종료되었다. 미국 아마추어 프레스 협회(AAPA)는 당시 UAPAA라고 불리던 조직에서 분리되어 1936년에 결성되었고 현재까지 존재한다.
 뉴저지주 플레인필드에서 발행된 '더 브루클리나이트(The Brooklynite)'는 브루클린 블루 펜슬 클럽 회원이었던 헤이즐 프랫 아담스(Hazel Pratt Adams, 1888-1927)가 편집하고 유나이티드 아마추어 프레스 협회를 통해 배포된 아마추어 프레스 출판물이었다.
최초의 SF (장르) APA는 1937년 SF 팬덤 그룹에 의해 결성된 판타지 아마추어 프레스 협회(FAPA)였다. 이 단체는 2025년 현재까지 활발히 활동하고 있다. SAPS인 관람객 아마추어 프레스 협회는 1947년에 시작되어 2025년 현재까지 활발히 활동하고 있다. VAPA, 뱅가드 아마추어 프레스 협회는 1945년에 결성되어 1950년까지 지속되었다.
최초의 만화 APA는 제리 베일스가 1964년 미국에서 시작했다. CAPA-alpha (때로는 K-a로 약칭)라고 불렸으며, 현재 40명으로 제한된 회원 수까지 성장했다. 이는 이후 대부분의 만화 APA의 원형이 되었다. 회원으로는 드와이트 데커, 마크 에반이어, 칼 개포드, 프레드 패튼, 리처드 및 웬디 피니, 로이 토머스, 댄 앨더슨, 릭 노우드, 돈 마크스타인, 돈 및 매기 톰슨, 제프리 H. 와서먼 등이 있었다. 마이클 배리어의 애니메이션 팬 잡지 '퍼니월드'는 CAPA-alpha 기고로 시작되었다.
데커와 개포드는 미니코믹스 협동조합인 유나이티드 팬진 조직의 창립 회원이기도 했다. 협동조합과 APA의 차이점은 APA는 중앙 우편 발송인이 주도하며, 회원들이 자신의 출판물 사본을 중앙 우편 발송인에게 보낸다는 점이다. 중앙 우편 발송인은 모든 책을 하나의 큰 묶음으로 엮어 "메일링"(일부 APA에서는 "번들"이라고 부름)으로 회원들에게 발송한다. 그러나 협동조합에는 중앙 우편 발송인이 없다. 회원들이 자신의 작품을 직접 배포하며, 그룹 뉴스레터, 각 회원 작품에 나타나는 그룹 상징, 그리고 모든 "회원 잡지"에 포함된 그룹 체크리스트를 통해 연결된다.
최초의 유럽 만화 APA는 PAPA라고 불렸으며, 1978년 1월 만화 팬 그룹에 의해 시작되었다. 곧 BAPA(약칭 "British APA")로 이름이 바뀌었으며, 2003년에 25주년을 맞이했지만 다음 해 여름에 해체되었다.
APA 모델은 1980년대에 예술가들에 의해 채택되었다. 예술가 그룹은 팬덤 기반 APA의 대화 요소를 생략한 결합 복제 예술 작품의 요소를 기고했다(이 작품들은 때때로 "어셈블리 아트"라고 불린다). 같은 시기에 영국 SF 및 만화 팬 그룹도 음악과 음성 파일을 중앙 선집에 기고하는 단명한 "테이프 APA"를 설립했다.
최신 혁신은 디지털 배포, 즉 e-APA이다. 과거 "메일링" 사본은 온라인 자료인 eFanzines에 보관되어 있다.

## 조직
APA는 전자 전자 게시판이나 인터넷이 등장하기 전에 널리 퍼져 있는 사람들의 그룹이 단일 포럼에서 공통 관심사를 함께 논의하는 방법이었다. 1930년대 이후 SF (장르), 만화, 음악, 영화 등의 팬들에 의해 많이 설립되었으며, 글쓰기, 디자인, 일러스트레이션 기술을 개발하는 방법으로 활용되었다. 많은 전문 언론인, 창의적인 작가 및 예술가들이 APA 그룹과 이메일 메일링 리스트에서 활동했다.
중앙 우편 발송인(CM)(때때로 배포 관리자 또는 공식 편집자라고도 함)은 APA의 코디네이터이다. 이 역할의 핵심은 협회의 출판물을 회원들에게 배포하는 것이다. CM은 구독 목록과 협회가 작동하는 마감일을 관리한다. CM은 일반적으로 최대한의 참여를 보장하기 위해 회원들을 추적하는 책임이 있지만, 일부 APA는 단순히 마감일 사이에 기고를 축적하고 마감일에 사용 가능한 모든 것을 발송한다.
APA가 기여자에게 여러 부본을 제출하도록 요구하는 경우, CM은 단순히 기고본을 취합한다. 일부 APA는 카메라 레디 원고 제출을 포함한다. 이러한 경우 CM은 자료의 복제를 준비한다. 대부분의 APA는 회원들에게 지정된 형식으로 지정된 수의 발송물에 최소량의 자료를 제출하도록 요구한다. 이 최소 활동("minac"으로 약칭)은 일반적으로 (예를 들어) "3회 발송물 중 최소 2회에 A4 페이지 2장 이상"과 같은 형식으로 명시된다. 대부분의 APA는 또한 각 회원이 공통 복제 비용 및 우편 요금을 충당하기 위해 중앙 자금 계정에 예치금을 유지하도록 요구한다.
많은 APA, 특히 회원의 글이나 예술에 대한 상호 비판 또는 정치적 토론에 전념하는 APA의 경우, 회원이 자신의 기고에 논평서(LOC)라는 섹션을 포함하는 것이 관례이다. LOC에서 회원은 해당 논평에 언급되는 회원의 이름을 태그하여 다른 회원에게 논평을 할 수 있다.
대부분의 APA에서 CM은 각 발송물의 내용과 협회와 관련된 모든 비즈니스 정보를 나열하는 행정 보고서를 제공한다. 여기에는 재정 계정, 회원 정보 및 일부 뉴스 항목이 포함될 수 있다. 대부분의 APA는 정기적인 간격으로 미리 정해진 마감일을 가지고 있지만, CM이 각 발송물에 다음 발송 마감일을 명시적으로 지정하는 것이 일반적인 관행이다.
일부 APA는 전제 정치적이지만, 대부분은 민주주의적으로 운영되며 CM은 일반적으로 모든 토론을 의장하고 모든 경영 회의를 주선한다.
회원들이 자신의 기고(일반적으로 "아파진"이라고 불림)의 여러 부본을 제출하도록 요구하는 APA는 일반적으로 회원 수를 제한하고 필요한 경우 대기자 명단을 운영한다. 많은 경우 대기자 명단에 있는 사람들은 발송물에 기고할 수 있으며 회원들이 제공하는 초과 아파진을 받을 수 있다.

## 주목할 만한 APA 목록
별도로 명시되지 않는 한, 이 APA는 미국에 기반을 둔다.
- 경보와 소풍 – 롤플레잉 게임
- 아오테아라파 – 뉴질랜드에서 가장 오래 운영된 SF 출판물
- 영국 아마추어 프레스 협회 – 최초의 영국 APA, 주로 아마추어 인쇄업자를 위한 단체
- 영국 아마추어 프레스 협회 – 무관한 영국의 만화 APA (1977–2004)
- CAPA-alpha (K-a로도 알려짐) – 최초의 만화 APA. 동문으로는 마크 에반이어, 칼 개포드, 프레드 패튼, 리처드와 웬디 피니, 로이 토머스, 토니 이사벨라, 댄 앨더슨, 릭 노우드, 돈 마크스타인, 돈과 매기 톰슨이 있다.
- 판타지 아마추어 프레스 협회 (FAPA) – 1937년 도널드 A. 울하임이 설립한 최초의 SF APA로, 2020년 현재까지 운영 중이다. 동문으로는 포레스트 J. 애커먼, 그레고리 벤퍼드, 제임스 블리시, 로버트 블록, 마리온 짐머 브래들리, F. M. 버스비, 테리 카, 잭 찰커, 윌리스 코노버, 에드워드 에버렛 에반스, 리처드 가이스, 짐 하먼, 패트릭 & 테레사 닐슨 헤이든, 리 호프먼, 데이먼 나이트, 데이비드 랭포드, 로버트 A. W. 로운즈, 샘 모스코위츠, 프레더릭 폴, 로버트 실버버그, 윌슨 터커가 있다.
- 프렌즈 오브 룰루 – 트리아 로빈스, 하이디 맥도날드, 데니 루버트 등을 포함한 여성 친화적인 만화 단체 회원들을 위한 APA; 1994년 여러 호 발행됨.
- 인터랙 – 슈퍼히어로 군단 만화. 동문으로는 짐 슈터 (창립 회원), 톰과 메리 비어범, 데이브 코크럼, 콜린 도란, 폴 레비츠, 톰 맥크로, 마크 웨이드가 있다.
- 혼돈의 군주 - 주로 판타지 롤플레잉 게임이며, 특히 룬퀘스트에 중점을 둠. 니콜라이 샤페로 편집.
- 로어브래즐 – 의인화된 동물 캐릭터.
- 유나이티드 팬진 조직 – 미니코믹 창작자들.

## 같이 보기
- 서신 위원회
- 해밀턴 우드 활자 및 인쇄 박물관